# Furet
Mustela putorius furo
Pour les articles homonymes, voir Furet (homonymie).
Sous-espèce
Synonymes
- Mustela furo L., 1758 (Clapperton, 2001)
- Putorius putorius furo L.

Le furet (Mustela putorius furo) est une sous-espèce de mustélidés exclusivement domestique du genre Mustela, genre qui comprend également la belette, l'hermine et le vison. Il s’agit, en fait, d’une population du putois d’Europe (Mustela putorius) domestiquée au cours du Ier millénaire av. J.-C. qui n'existe pas naturellement à l'état sauvage. Traditionnellement utilisé pour la chasse aux rongeurs près des habitations et au lapin dans les terriers, le furet est également élevé pour sa fourrure et comme animal de laboratoire. Il est de nos jours essentiellement apprécié comme animal de compagnie.
Il existe deux grandes variétés de furets aux origines différentes : le furet albinos, blanc aux yeux rouges et au nez rose, historiquement le plus ancien, et le furet putoisé, issu de croisements plus tardifs avec le putois, qui est lui pigmenté et dont dérivent toutes les autres races, y compris le furet blanc DEW (dark eyed white) aux yeux noirs, bruns ou bleus. Au début de leur domestication, les furets utilisés à la chasse étaient exclusivement des furets albinos afin d'être facilement repérables, ainsi les descriptions anciennes du furet ne mentionnent que cette variété,,. Le furet putoisé apparaît plus tardivement, au XIXe siècle, il est alors décrit comme étant un hybride entre un furet albinos traditionnel et un putois sauvage. Désormais, depuis les années 1980, le furet putoisé a la faveur du consommateur grâce aux différentes couleurs et marquages possibles obtenus par mutation. Ce changement s'explique par la prédominance du furet en tant qu'animal de compagnie par rapport à son usage traditionnel. Cette période a également vu l’apparition des furets de type angora, à poils longs. Le furet est un animal exclusivement domestique qui fait ses besoins dans une litière et qui peut vivre en liberté dans une maison ou un appartement sécurisé, toutefois son caractère joueur et curieux contraint souvent ses maîtres à le placer dans un parc à furet durant leurs absences. Le furet répond à son nom et dort beaucoup ce qui en fait un animal de compagnie apprécié des personnes absentes durant la journée.
Au début du XXIe siècle, le furet se place au rang de troisième animal de compagnie le plus répandu en Amérique du Nord, en Europe, et au Japon, juste derrière le chien et le chat. Dans de nombreux pays, le furet entre dans le cadre de la législation sur les carnivores domestiques au même titre que le chat et le chien. En Europe, le furet doit posséder un passeport européen pour voyager et pour cela être vacciné contre la rage et identifié. Depuis le 4 juillet 2011, cette identification se fait obligatoirement à l'aide d'une puce électronique (RFID) implantée sous la peau du furet, dans la partie gauche du cou de l'animal.

## Étymologie
Le nom furet, vient du latin fur qui signifie « voleur ». Son nom scientifique complet est Mustela putorius furo. Le genre Mustela signifie en latin belette au sens large (incluant aussi la fouine). Ce genre comprend également les belettes d'Europe proprement dites, les hermines, les fouines et les visons. Putorius signifie puant et fait référence au putois (Mustela putorius) dont le furet est la sous-espèce domestique. Dans les ouvrages anciens on trouve couramment la mention Mustela furo, leurs auteurs considérant à l'époque le furet comme une espèce différente du putois. En 1801, le zoologiste Johann Matthäus Bechstein le nomme Mustela albus. Albus signifie « blanc » car les furets de cette époque sont presque exclusivement des furets albinos. En 1842, le zoologiste et botaniste Pierre Boitard émet des doutes et parle de Putorius furo. Pour lui, le furet n'est qu'un putois « albinos dont on aura perpétué la race et la maladie par la domesticité ». Par la suite le furet sera classé comme une sous-espèce de Mustela putorius dont la variété sauvage est le putois et la variété domestique est le furet. Ce putois sauvage ne doit pas être confondu avec un autre animal, américain : la moufette ou sconse popularisé par les dessins animés américains et qui n'est pas un mustélidé. Si le furet est actuellement classé comme sous-espèce du putois d'Europe (Mustela putorius), un doute subsiste concernant de possibles liens avec le putois des steppes (Mustela eversmannii).
On ne doit pas confondre le furet, par anglicisme, avec le Putois à pieds noirs (Mustela nigripes), en anglais black footed ferret, une espèce américaine sauvage différente, protégée et interdite à la vente. Cette espèce existait également au Canada sous le nom vernaculaire de Putois américain
Le nom furet est à l'origine du mot furetage qui désigne la pratique de la chasse avec un furet. Il est également à l'origine du verbe fureter qui fait référence à la curiosité instinctive du mustélidé.
Le petit du furet est appelé fureton et la femelle est appelée furette.

## Description

### Caractéristiques morphologiques

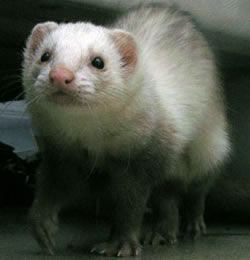
Furet putoisé Champagne en déplacement.

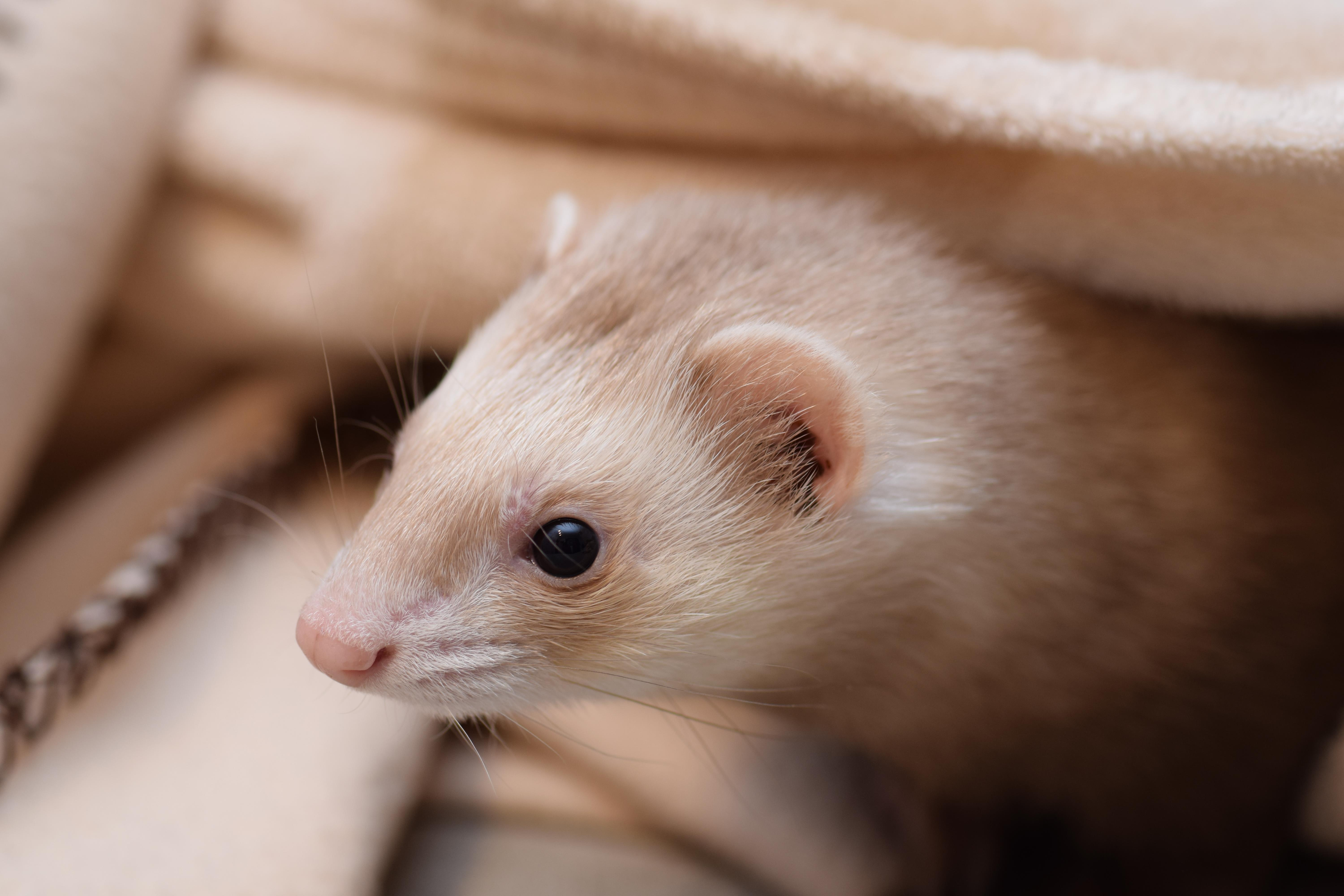
Furet putoisé Champagne de profil.

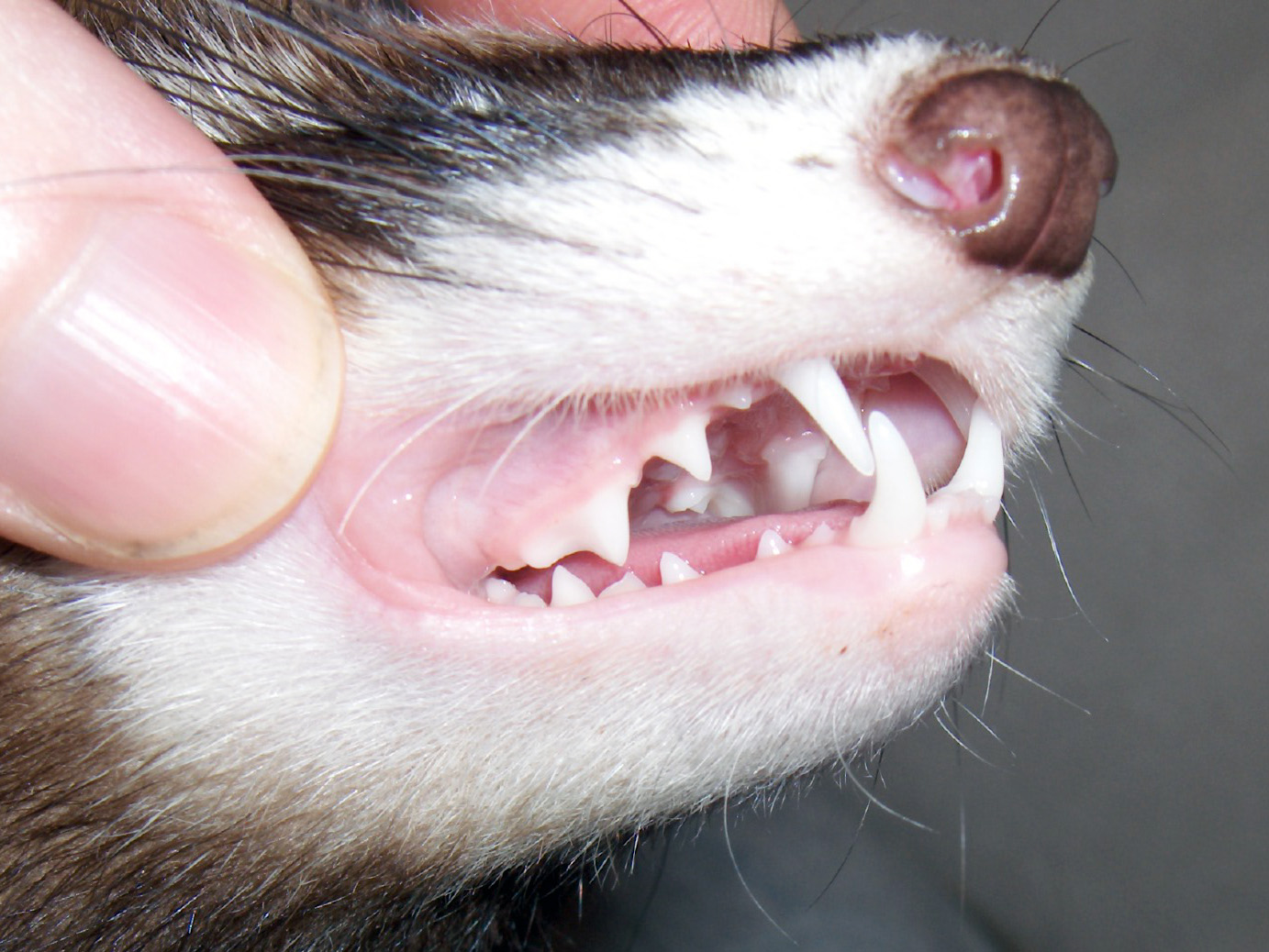
Denture du furet.

Comme les autres mustélidés, le furet est un prédateur avec un corps allongé et des pattes courtes. Il est très agile, sa morphologie lui permet de grimper facilement et de nager de manière efficace. Son corps est adapté à la chasse dans les terriers, la grande flexibilité de sa structure osseuse permet au furet d'y évoluer facilement. Ils possèdent des glandes sécrétrices développées situées de chaque côté de l'anus. Ces dernières peuvent dégager une forte odeur musquée en cas de frayeur ou de douleur intense. En plus des différences comportementales, la morphologie du furet diffère également de son ancêtre sauvage, le putois chez qui l'albinisme est très rare, qui a la tête plus large, la mâchoire plus forte et les yeux rapprochés. Le putois n'existe pas non plus sous forme angora et a un pelage moins varié que le furet. Le furet a 36 dents tandis que le putois en possède 34.
La peau du furet est particulièrement épaisse.
Le furet se caractérise par un fort dimorphisme sexuel. La femelle mesure entre 30 et 50 cm pour un poids de 0,4 à 1 kg. Le mâle, quant à lui, mesure entre 40 et 60 cm et pèse généralement entre 0,9 et 2 kg au printemps. Une caractéristique morphologique primitive est que son poids subit également une forte variabilité saisonnière. En automne le poids du furet peut ainsi augmenter jusqu'à 40 % en raison des réserves de graisses que son corps accumule pour l'hiver.
Le furet possède un tapetum lucidum de type tapetum cellulosum choroïdien situé à l'arrière de la rétine, son œil est ainsi adapté aux luminosités faibles et à un environnement crépusculaire et nocturne. Il voit donc très bien la nuit. Cette caractéristique oculaire est en revanche beaucoup moins efficace en plein jour et lui pose des difficultés pour s’accommoder aux fortes luminosités c'est pourquoi le furet a une mauvaise vision diurne. Il semblerait que cet écart d'acuité visuelle entre vision nocturne et vision diurne soit encore plus importante chez le furet albinos, ainsi la loi suisse exige que l'intensité de l'éclairage des locaux abritant des furets albinos soit limitée à 100 lux.
Le furet possède une mâchoire puissante au regard de sa petite taille. Sa denture est caractéristique de l'ordre des Carnivora qui se démarque au niveau des canines permettant de tuer les proies et par la présence de  dents carnassières servant à déchirer la viande. Les canines sont longues et forment ainsi des crocs. La dernière prémolaire supérieure et la première molaire inférieure de chaque côté forment les 4 dents carnassières.
Le furet possède ainsi 36 dents réparties dans quatre types :
- 4 canines, en réalité des crocs, elles sont au nombre de 2 sur chaque mâchoire.
- 12 incisives, elles sont au nombre de 6 sur chaque mâchoire.
- 14 prémolaires, elles sont au nombre de 8 sur la mâchoire supérieure (dont 2 dents carnassières) et au nombre de 6 sur la mâchoire inférieure
- 6 molaires, elles sont au nombre de 2 sur la mâchoire supérieure et au nombre de 4 sur la mâchoire inférieure (dont 2 dents carnassières)

### Régime alimentaire
Le furet est un carnivore strict. L'alimentation du furet reste un important sujet de débat entre les éleveurs. Pour nourrir son animal le propriétaire d'un furet a le choix entre une alimentation carnée brute de type BARF composée de viandes et sous-produits animaux broyés, une alimentation à base de proies entières et une alimentation carnée transformée à base de croquettes pour furets.
Il est possible qu'une alimentation à base de croquettes pour furet soit un facteur augmentant le risque d'apparition d'insulinome (une tumeur pancréatique pouvant causer une hypoglycémie sévère voire mortelle). Cette relation de cause à effet entre croquettes et insulinome n'a pas encore été prouvée.
Les risques relatifs des différents choix alimentaires sont eux aussi mal connus. Offrir du BARF ou des proies nécessite une hygiène rigoureuse sous peine d'intoxication alimentaire, ce qui n'est pas le cas des croquettes.
Le furet fait idéalement autour d'une dizaine de petits repas par jour car sa digestion est très courte, elle dure entre 3 et 5 heures. Pour cette raison les propriétaires de furets laissent généralement en permanence de la nourriture et de l'eau fraîche à disposition de l'animal. La nourriture doit contenir de la taurine et être composée d'au moins 20 % de graisses et 30 % de protéines animales. Il est parfois nécessaire de leur donner des suppléments, comme des vitamines, selon leurs besoins et leur alimentation.
Le chocolat doit être banni car la théobromine est toxique voire mortelle pour les carnivores en général. Il en est de même pour le lait à cause de l'intolérance au lactose des adultes qui ne sont plus habitués à le digérer.
Parmi les fruits, les raisins (secs ou frais) sont fortement déconseillés pour le furet car ils sont toxiques, pour les furets aussi bien que les chiens. Une ingestion massive de raisin peut en effet causer une insuffisance rénale aiguë.

### Reproduction
La maturité sexuelle du furet est atteinte au début du printemps qui suit sa naissance. La période de rut chez le mâle comme celle des chaleurs chez la femelle sont régulées par la photopériode ce qui leur donne un caractère saisonnier.
Le rut commence au mois de janvier chez le mâle et se finit au mois d'août, son odeur devient forte et il marque son environnement grâce à son urine. Son odeur est liée à une augmentation de la production de ses glandes sébacées et non à ses glandes anales contrairement à une idée répandue. Cette production de ses glandes sébacées provoque un jaunissement des furets à pelage blanc. Le mâle devient plus dominant et agressif vis-à-vis des autres mâles. La pose d'un implant hormonal empêche l'apparition du rut et prévient les désagréments qu'il engendre. La castration chirurgicale longtemps pratiquée a le même effet, mais a comme principal inconvénient l'apparition de problèmes surrénaliens pouvant provoquer la mort en moyenne trois à quatre ans après l'opération.
Les chaleurs de la femelle commencent en mars. Sa vulve gonfle alors fortement. Une femelle qui ne s'est pas accouplée reste en chaleur ce qui provoque une aplasie médullaire qui peut entraîner la mort de la furette. Pour sa survie il est donc indispensable soit que la femelle se reproduise soit qu'elle dispose d'un implant hormonal qui empêche l'apparition des chaleurs. La stérilisation chirurgicale longtemps pratiquée protège également de l'aplasie médullaire mais comme pour le mâle elle entraîne l'apparition de problèmes surrénaliens pouvant provoquer la mort de la furette. L'ovulation chez la femelle est provoquée par l'accouplement.
Chez le furet l'accouplement est assez brutal et dure de une à trois heures. Les premiers essais sont toujours infructueux, ils ont pour but de provoquer l'ovulation. La femelle donne naissance en moyenne à 7 furetons après un mois et demi de gestation. À la naissance, les furetons sont sourds et aveugles, ils ne commenceront à voir et à entendre qu'aux alentours de leur 33e jour. Les dents de lait apparaissent en moyenne à 24 jours et les dents définitives les remplacent lorsqu'ils ont entre un mois et demi et deux mois et demi.
La période des chaleurs commence vers le mois de mars[réf. nécessaire].

### Caractéristiques comportementales

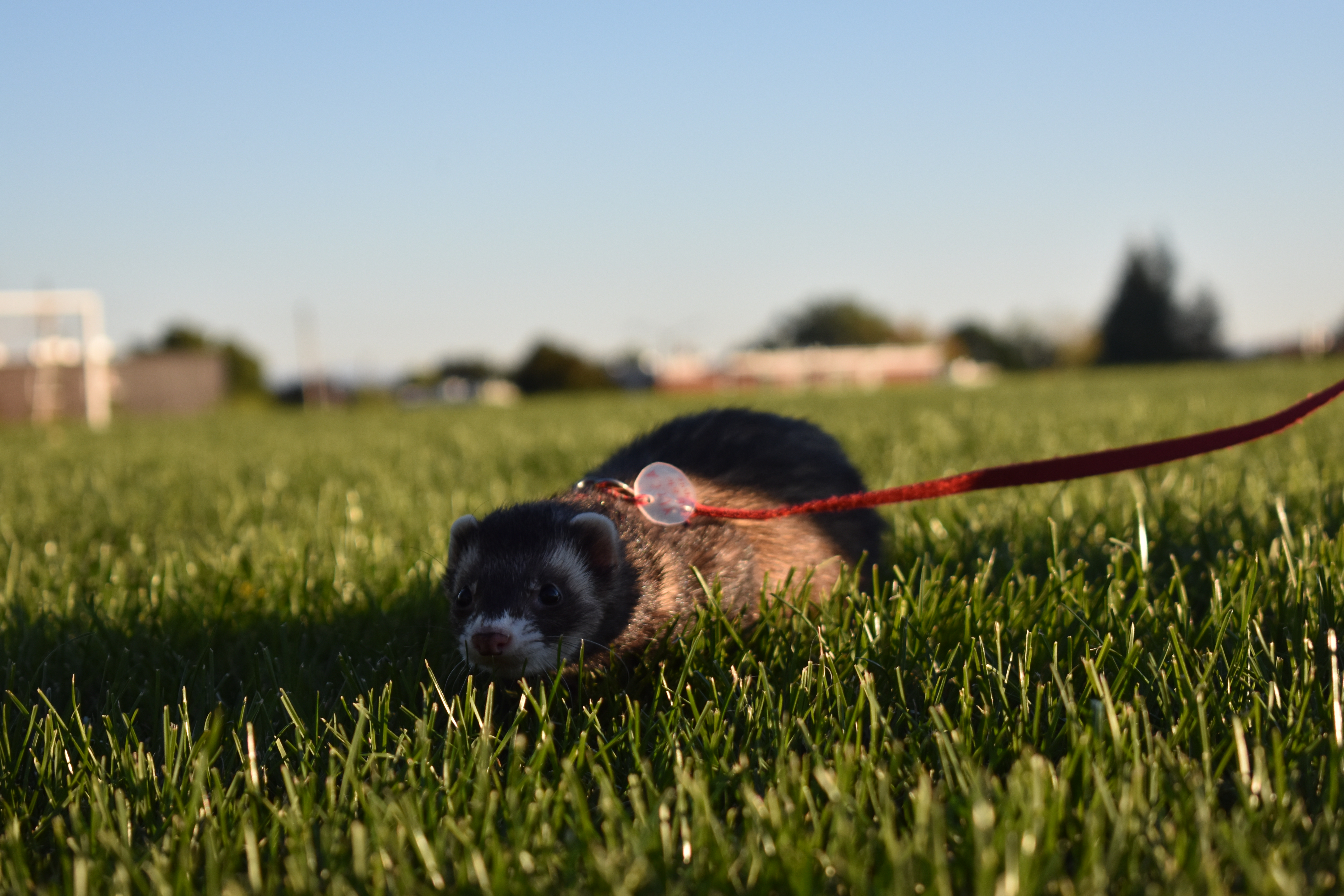
Furet zibeline noir se promenant en laisse à l'extérieur

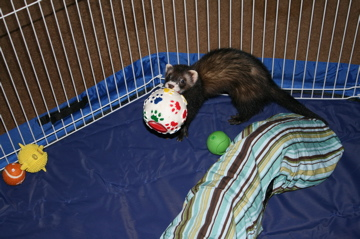
Furet putoisé Zibeline Noir dans un parc à furet.

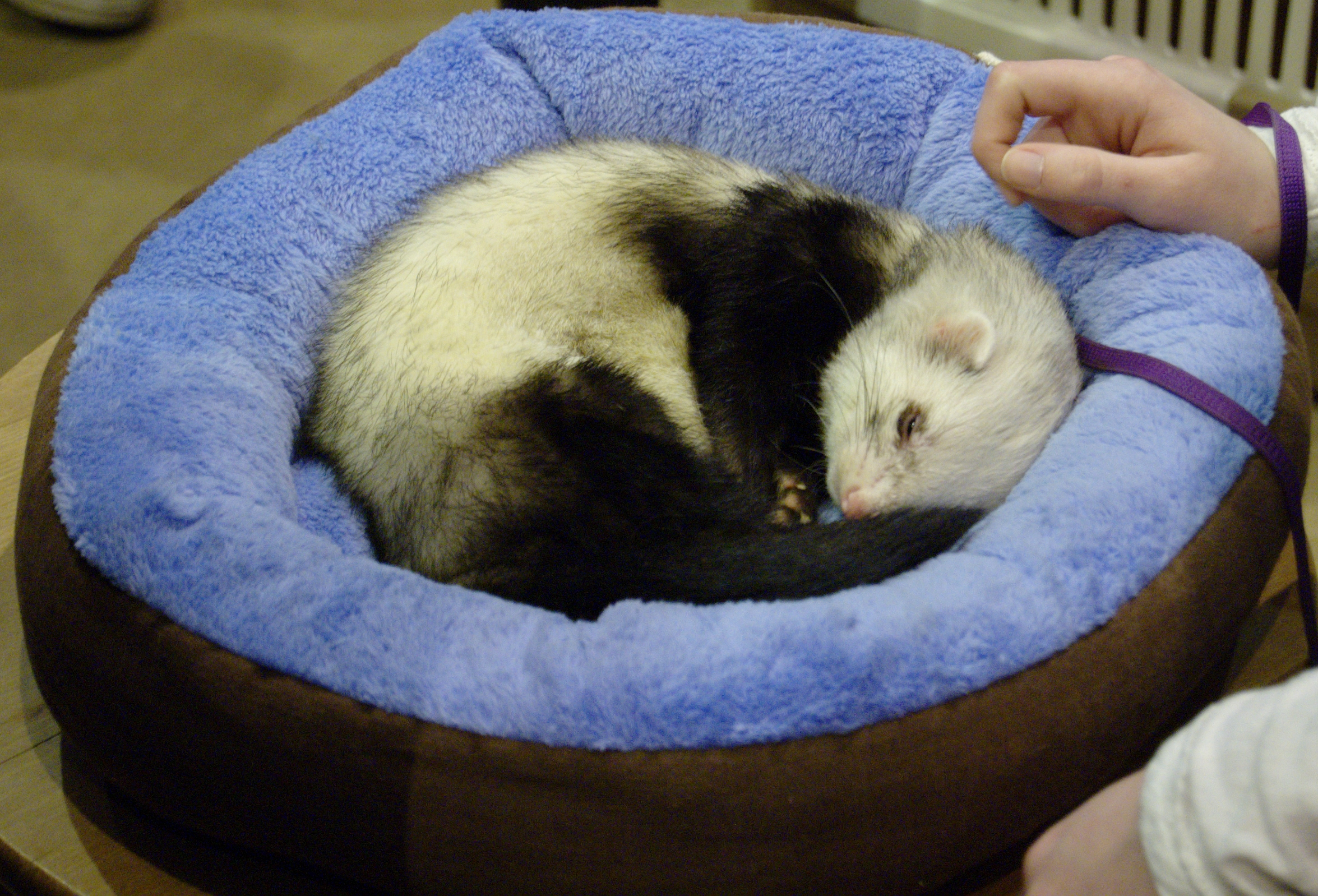
Furet putoisé Panda dans son panier. Le furet dort entre douze et dix-huit heures par jour.

Comme pour le chien, la domestication du furet a entraîné chez ce mustélidé l'apparition d'une néoténie comportementale marquée, autrement dit le furet conserve des traits comportementaux juvéniles durant toute sa vie. Ce processus de domestication a également développé ses capacités éducatives facilitant ainsi la cohabitation avec ses propriétaires. Concernant ses déjections, il fait ses besoins à un endroit précis à l'image d'un chat. Mais à l'inverse de ce dernier les propriétaires de furets ont souvent recours à plusieurs litières réparties dans l'habitation. En effet, le caractère pressant des besoins du furet ne lui laisse pas le temps de faire de longs déplacements pour rejoindre une seule litière. Contrairement au chien, le furet n'a pas impérativement besoin de sorties. Il n'est pas possible de laisser un furet aller seul à l'extérieur car il finirait par s'éloigner et se perdre, la laisse est donc obligatoire. Pour la même raison quand le propriétaire du furet possède un jardin et qu'il veut que son animal en profite librement, le jardin doit obligatoirement être clos et ne doit pas présenter de possibilité de fuite. La pose d'une puce électronique permet de retrouver plus facilement l'animal s'il est égaré. Elle est obligatoire s'il voyage dans l'Union européenne. Le furet intègre mal les punitions, l'éducation se base ainsi essentiellement sur les récompenses, ce qui en fait principalement une éducation par incitations positives.
Il est parfaitement possible d'apprendre divers tours à un furet,, toutefois conformément au type d'éducation nécessaire, le furet agira toujours en fonction d'une récompense espérée et jamais pour faire plaisir à son maître comme ce serait le cas avec un chien (relation hiérarchique). Le réflexe de Pavlov tient une part importante dans l'apprentissage du furet. Bien qu'étant de nature crépusculaire le furet peut être éduqué à un mode de vie diurne.
Le furet est un animal social et a besoin d'évoluer dans un environnement domestique grégaire. Il peut être élevé avec d'autres furets ou d'autres carnivores comme un chat ou un chien et aura à ce moment moins besoin de son maître pour jouer. Le jeu tient une place importante dans ses activités. C'est un animal qui aime attirer l'attention de ses maîtres et sa curiosité instinctive le pousse à les inciter au jeu et à s’immiscer dans leurs activités. Le furet ne s'auto-perçoit pas dans une relation hiérarchisée comme le chien, son obéissance s'en retrouve ainsi plus limitée.
Le sommeil du furet est une particularité au sein des animaux de compagnie. Son maître doit ainsi s'adapter à ce rythme biologique spécifique. Le furet dort environ de 12 à 18 heures par tranche de 24 heures. Lorsqu'il dort, il se met dans un état de léthargie, et même s'il y a du bruit dans son environnement domestique, il ne se réveille pas. Sa température corporelle passe de 39 °C à 37 °C environ et son rythme cardiaque ralentit. À son réveil, le furet doit récupérer sa température d'activité de 39 °C, il tremble fortement afin de se réchauffer, donnant l'impression de grelotter.
Bien qu'étant de domestication ancienne, le furet conserve certaines caractéristiques primitives. D'un point de vue comportemental, la morsure du jeune furet le distingue de la plupart des animaux de compagnie. Elle disparaît vers l'âge de 4 à 6 mois avec l'éducation pour 95 % des furets mais peut parfois persister à l'âge adulte si l'animal est mal sociabilisé ou n'a pas appris à maîtriser sa morsure. C'est un cas assez particulier parmi les animaux domestiques.
Comme les autres carnivores domestiques, le furet est un animal joueur. Mais du fait de sa curiosité instinctive et de sa capacité de préhension, les accidents domestiques avec des furets sont beaucoup plus fréquents qu'avec le chien ou le chat. Cette tendance a une incidence sur le lien avec ses maîtres qui est plus protecteur avec un furet qu'il ne le serait avec un chien ou un chat. En effet un furet, même adulte, demande à être surveillé lorsqu'il est en liberté. Cela contribue à donner au furet une image d'animal immature et ses maîtres s'en sentent davantage responsables. Ce comportement est caractéristique de l'espèce et n'est que peu affecté par son éducation. Pour éviter les accidents, la plupart des furets sont confinés dans une pièce de la maison, dans un parc à furet ou sont placés dans une cage spécifique lors de l'absence de leurs maîtres. Pour garantir une bonne sécurité lorsque le furet est en liberté, son environnement domestique doit être adapté afin de réduire les risques d'accidents, alors que le chien ou le chat peuvent vivre dans des environnements humains standards. On désigne souvent cette adaptation par l'anglicisme ferretproofing.

## Santé
Le furet peut être touché par de nombreuses maladies.

### Coronavirus
Le contexte des maladies émergentes SRAS et MERS, puis de la pandémie de Covid-19 a attiré l'attention sur la vulnérabilité du furet à certains coronavirus. Il est au Japon et en Amérique du Nord souvent infecté par des souches de coronavirus du furet (FRCoV) responsables d'au moins 2 maladies : 
1. entérite catarrhale épizootique ;
2. coronavirose systémique.

Un point a été fait récemment (thèse de doctorat, 2020) en France et Belgique (où les données manquaient) sur ces maladies, à partir d'échantillons fécaux et tissulaires de 135 furets. 
Des FRCoV ont été trouvés dans certains de ces échantillons par RT-PCR. Deux séquences du gène de la protéine spike associées à des génotypes déjà connus ont alors été recherchées et analysés phylogénétiquement : 7,4 % de ces furets (10/135) étaient porteurs de l'un et/ou l'autre de ces coronavirus, ce qui est un taux bien moindre que ceux détectés au Japon (55,7 %), aux Pays-Bas (61 %) et dans une population mixte néerlando-suédoise (36 %). La présence de FRCoV n'était pas significativement liée à l'âge, au sexe, ni l'accès à l'extérieur ni même à une suspicion clinique de coronavirose (50 % des furets positifs étaient d'ailleurs porteurs asymptomatiques de ces coronavirus). Il a été noté que « le taux de positivité chez les furets vivant avec au moins un chat est significativement supérieur (19 %, p=0,03), ce qui suggère une possible transmission inter-espèces. L'analyse phylogénétique des séquences détectées et des séquences disponibles démontre une relative proximité des souches d'origine européenne entre elles, à distance de celles provenant du Japon et des États-Unis ».
Le furet contracte très facilement le SARS-CoV-2, le coronavirus qui cause la maladie à coronavirus 2019 ; une contamination par contact entre chats et furets a été prouvée expérimentalement, et on craint que le virus soit transmis par les visons d'élevage au furet (et éventuellement à d'autres mustélidés) ; le furet sauvage pourrait alors éventuellement devenir chroniquement espèce-réservoir pour la COVID-19.

### Contraception hormonale ou stérilisation
Jusqu'il y a peu la stérilisation chirurgicale était la seule méthode employée chez le furet, son inconvénient principal est que si elle est faite avant la maturité sexuelle, elle est peut-être un des facteurs (respect de la photopériode, génétique) de la maladie surrénalienne du furet chez le mâle comme chez la femelle. Cette maladie apparait en général 3,5 ans après l'acte chirurgical et est en partie responsable de la durée de vie réduite des furets américains par rapport aux furets européens. L'utilisation d'un implant comme traitement hormonal n'a pas cet effet indésirable.
La contraception hormonale ou la stérilisation chirurgicale est indispensable chez les femelles non destinées à la reproduction. Une furette non stérilisée, non implantée et non gestante peut être atteinte d'hyperœstrogénisme. Elle reste en chaleur et les hormones finissent par attaquer la moelle osseuse. La furette meurt alors d'aplasie médullaire.
La contraception hormonale ou la stérilisation chirurgicale n'est pas médicalement obligatoire pour les mâles, mais une fois castré ou implanté, le mâle ne pourra plus être en rut. L'odeur corporelle du furet castré est moins forte et cela enlève pour le propriétaire et ses animaux les désagréments d'un mâle en rut soit une odeur prononcée, le marquage par l'urine et un comportement agressif et obsessionnel envers ses congénères. L'utilisation d'un implant permet de réduire encore davantage l'odeur du mâle.

#### Méthode chirurgicale
Pour la stérilisation chirurgicale de la femelle, le propriétaire a le choix entre l'ovariectomie et l’ovariohystérectomie. La première méthode consiste à pratiquer une ablation des ovaires uniquement tandis que dans le second cas on pratique une ablation des ovaires et de l'utérus. Pour le mâle, la castration est pratiquée en procédant à l'ablation des testicules. La stérilisation chirurgicale est la principale cause de la maladie surrénalienne du furet qui apparait en moyenne entre trois et quatre ans après l'opération.

#### Implant hormonal
L'implant hormonal se présente sous la forme d'un petit bâtonnet à injecter sous la peau du furet. Il est progressivement absorbé par le corps jusqu'à sa disparition totale. Il délivre alors en continu un substitut au GnRH empêchant la production d'hormones sexuelles. La femelle n'entre plus en chaleur ce qui évite la mort par aplasie médullaire. Le mâle n'entre plus en rut ce qui supprime sa forte odeur corporelle et d'un point de vue comportemental cela empêche son attitude de marquage du territoire et son comportement agressif envers les autres mâles.
Dans le cas du mâle comme de la femelle l'implant n'a pas pour effet l'apparition de maladies surrénaliennes contrairement à la stérilisation chirurgicale. Il réduirait également le risque de cancers du système reproducteur.
La durée d'efficacité de l'implant varie de 18 à 24 mois, parfois plus. Il est possible d'attendre la réapparition des signes de chaleur ou de rut avant la mise en place d'un nouvel implant. C'est un mode de stérilisation réversible, il est ainsi possible faire reproduire le furet après la disparition totale de l'implant.

### Soins et entretien
Comme tous les animaux de compagnie, le furet est susceptible d'être un vecteur de zoonoses. Et ce, aussi bien dans le sens de l'anthropozoonose (maladie transmise de l'homme à l'animal, comme la grippe humaine) que dans le sens de la zooanthroponose (maladie transmise de l'animal à l'homme, comme la rage).
Bien qu'un furet soit plus petit qu'un chien ou un chat, il demande autant d'entretien. Il ne nécessite pas de sortie quotidienne contrairement à un chien, mais il doit pouvoir sortir de sa cage au moins 2 à 4 heures par jour.
Le furet doit être traité contre les parasites internes et externes. Il faut vermifuger un fureton (bébé furet) tous les mois pendant ses 6 premiers mois puis une fois adulte 2 fois par an (tous les 6 mois), ainsi que le traiter régulièrement contre les parasites du type puces ou tiques. Les traitements antiparasites usuels (gouttes dorsales) protègent également les oreilles de l'animal.
Le furet est sensible aux otites à otodectes appelées « gale auriculaire ». Le sébum auriculaire du furet étant brun à l'état naturel, les diagnostics usuels pour le chien ou le chat ne sont pas applicables au furet.
En cas de suspicion d'atteinte le nettoyage des oreilles se fait à deux semaines d'intervalle à l'aide d'un topique antiparasitaire (pour furet ou pour chaton ou à défaut pour chien en adaptant les doses), ou par des produits adaptés prescrits par le vétérinaire si l'affection ne cède pas.
La coupe des griffes est généralement réalisée en fonction de leur usure et de leur longueur. L'usure dépend du terrain sur lequel évolue le furet.
Le bain n'est pas nécessaire au furet. Au contraire, des bains trop fréquents ou avec des produits inadaptés abîment la peau du mustélidé, et peuvent provoquer un excès de sébum. Une caisse de sable pour qu'il se roule dedans est plus adaptée.
Comme pour les autres carnivores domestiques, il est recommandé de vacciner le furet contre la maladie de Carré, maladie mortelle encore incurable. Bien que celle-ci soit quasiment éradiquée en France, elle apparaît encore sporadiquement. Seule la valence C est nécessaire, en l'absence de vaccin avec uniquement la valence C on utilise généralement un vaccin avec les valences CH. Comme tout carnivore, le furet peut être contaminé par le virus de la rage, de plus, la vaccination antirabique est obligatoire dans plusieurs pays et pour le passage de frontières. Elle est exigée si le furet circule au sein de l'Union européenne. Le furet est particulièrement sensible à la maladie de Carré vaccino-induite en primo-vaccination à cause de l'utilisation de vaccins pour chiens (à virus vivant atténué ou d'autres types), seuls vaccins disponibles en Europe.

### Opérations de convenance
L'ablation des glandes anales est présentée commercialement comme un moyen d'atténuer l'odeur musquée du furet. En réalité elle ne change rien à la production des glandes sébacées présentes sur la peau du furet, elle enlève uniquement au furet la possibilité de vider ses glandes anales en cas de frayeur ou de douleur extrême.
Cette opération, si elle est effectuée hors raison médicale, est interdite en Europe par la Convention Européenne pour la Protection des Animaux de Compagnie. Dans ces pays, elle est ainsi considérée comme une « opération de convenance ».

### Espérance de vie
La durée de vie est très variable et dépend tant du mode de vie (alimentation, rut, luminosité) que de la provenance des individus. L'espérance de vie d'un furet varie ainsi entre 5 et 14 ans. Il y a un écart important entre les furets issus des fermes d'élevage intensif américaines dont l'espérance de vie est plus courte (maladies tumorales) et ceux issus d'élevages européens dont l'espérance de vie est plus longue.
La contraception hormonale à l'aide d'un implant ou la stérilisation chirurgicale est indispensable chez les femelles non destinées à la reproduction car une furette non implantée, non stérilisée ou non gestante peut rester en chaleur et meurt alors d'aplasie médullaire. Chez le mâle, la pose d'un implant hormonal ou la stérilisation chirurgicale systématique n'est pas médicalement justifiée, c'est donc une simple opération de convenance.
Contrairement à l'implant, la stérilisation chirurgicale du furet a des conséquences graves sur sa santé. C'est en effet la principale cause de la maladie surrénalienne du furet mâle comme femelle qui se déclare en moyenne 3,5 ans après l'acte chirurgical. Elle est en partie responsable de la durée de vie réduite des furets américains stérilisés très tôt dans leur vie par rapport aux furets européens. L'utilisation d'un implant comme traitement hormonal n'a pas cet effet indésirable et permet ainsi d'accroître l'espérance du furet par rapport à une stérilisation chirurgicale.

## Histoire

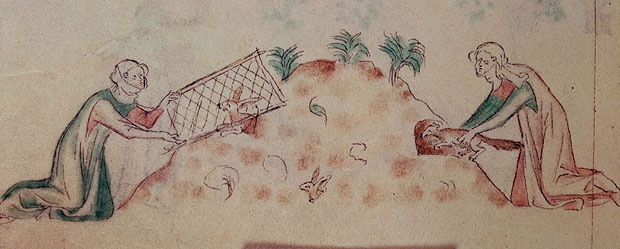
Femmes chassant le lapin à l'aide de furets dressés, vers 1316-1321.

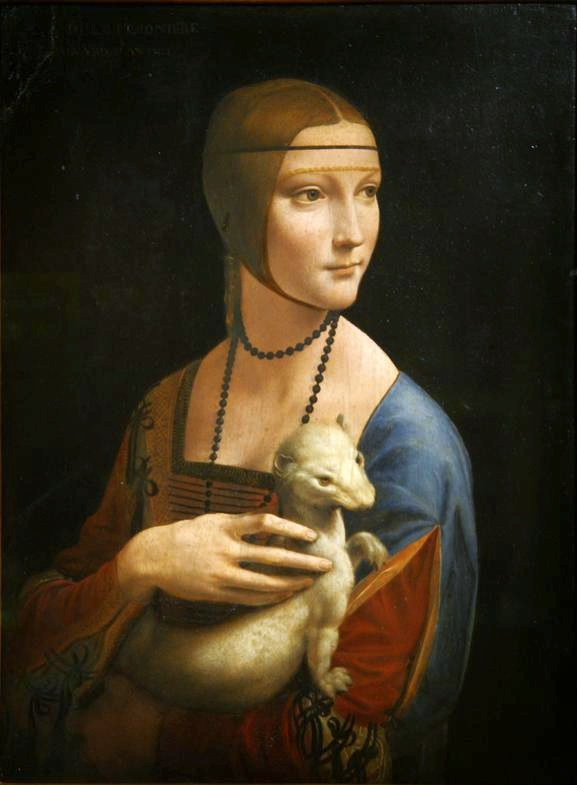
La Dame à l'« hermine », Léonard de Vinci (1490). Cette « hermine » qui, est en réalité un furet Albinos, est un exemple ancien de furet de compagnie.

### Les origines du furet
Les représentants de l'ordre des carnivores descendent des miacidés, les mustélidés s'en sont séparés durant l'Éocène, il y a environ 40 millions d'années. Les premiers représentants du genre mustela apparaissent eux au Miocène, il y a environ 20 millions d'années et donnent progressivement naissance aux hermines, aux visons, aux belettes et aux putois. C'est de la domestication de ce dernier que naît le furet.
En Europe, la domestication du furet, probablement à partir du putois d'Afrique du nord,, précède l'apparition du chat de plus de cinq siècles. L'utilisation, par l'homme, du furet pour la chasse aux rongeurs et aux lapins, peut être retrouvée dès le IVe siècle av. J.-C.
La diffusion du furet dans le reste de l'Europe est l’œuvre des Romains. Les Grecs et les Romains utilisaient divers mustélidés pour la dératisation et la chasse, il est ainsi difficile de distinguer précisément le furet dans les écrits anciens. La nature de l'iktis des grecs est toujours sujette à débat. Au Ier siècle av. J.-C., Strabon décrit la chasse aux lapins dans les Îles Baléares (Gymnesiae insulae), pour lutter contre la prolifération massive des léporidés les habitants demandent de l'aide à l'empereur Auguste. Ce dernier leur envoie un animal dressé spécialement pour la chasse au lapin, qu'on muselle et qu'on met dans les terriers des lapins pour les faire sortir. Le mode opératoire ainsi décrit correspond exactement à l'utilisation du furet à la chasse. À partir du Ier siècle, Columelle fait clairement la différence entre le furet et le putois. Pline l'Ancien qui lui est contemporain décrit la chasse au furet de la même manière qu'on la pratique au XXIe siècle.
Le furet, à l'instar de l'hermine, est resté un animal de compagnie durant tout le Moyen Âge et l'usage ne tombera complètement en désuétude qu'à partir de l'époque romantique. Le célèbre tableau La Dame à l'hermine de Léonard de Vinci, portrait de Cecilia Gallerani, atteste de cette mode. Toutefois l'énorme animal, dont la taille rapportée à la main de la dame peut être estimée entre 45 et 55 cm contre 22 à 32 cm pour une hermine, et dont les pattes avant ne sont pas assez trapues, est à l'évidence un furet albinos, même si Léonard souhaitait bien représenter l'hermine, symbole de pureté.

### La diffusion du furet hors d'Europe
Durant la période des Grandes Découvertes, le furet est utilisé sur les bateaux pour chasser les rats et les souris, vecteurs de nombreuses maladies. Son corps, plus flexible que celui du chat lui permet de se faufiler facilement dans les recoins des navires en route vers le Nouveau Monde.
Les furets n'existent pas à l'état sauvage en Europe car, malgré de nombreuses évasions, ils n'ont jamais réussi à s'installer et à établir des groupes sauvages, même dans les endroits où les proies étaient abondantes. À la fin du XIXe siècle, les autorités néo-zélandaises cherchaient un moyen de maîtriser la population de lapins qu'ils avaient eux-mêmes introduits. Leur choix se porta vers le furet mais face à l'impossibilité de retour à l'état sauvage, ils décidèrent de croiser des furets domestiques avec des putois sauvages et d'introduire ces furets croisés en Nouvelle-Zélande,. Ils sont ainsi devenus la première population haret de furet et ont eu un impact négatif, pas uniquement sur les lapins, mais également sur les populations d'oiseaux protégés comme le Kakapo, l'Échasse noire ou l'Albatros royal. En 2001, la population de ces « furets » dans les deux îles était estimée à un million d'individus au total.
La situation des furets harets que connait la Nouvelle-Zélande fait craindre que le mustélidé ne devienne une espèce invasive en Australie où ils pourraient causer des ravages sur la faune locale protégée. L'État du Queensland par exemple a préventivement déclaré l'espèce comme étant nuisible et interdit d'introduire tout furet, même de compagnie, dans cet État. Au XIXe siècle, les australiens étaient confrontés au même problème de surpopulation de lapins que la Nouvelle-Zélande. Ils ont tenté d'y introduire des furets mais contrairement à la Nouvelle-Zélande ces derniers n'étaient pas croisés avec des putois et n'ont jamais réussi à s'installer.

### Le furet comme animal de compagnie
À partir des années 1970-1980, le furet connait un fort engouement comme animal de compagnie. Un véritable secteur économique axé sur le furet se développe et commercialise accessoires et produits divers à destination des propriétaires du mustélidé. Le furet lui-même subit ce phénomène de mode et les mutations qui l'accompagnent, le traditionnel furet albinos est ainsi supplanté par les furets putoisés permettant une large palette de coloris. Le furet angora se développe également. Les fermes d'élevage intensif nord-américaines qui fournissaient essentiellement des animaux aux laboratoires se reconvertissent vers le marché des animaux de compagnie, plus lucratif. Les furets sont produits de manière industrielle et vendus stérilisés chirurgicalement après avoir subi une ablation des glandes anales. À partir de 1992, cette opération est progressivement interdite en Europe du fait de l'entrée en vigueur de la convention européenne pour la protection des animaux de compagnie.
Au début des années 2000, le furet continue sa progression dans les foyers et devient le 3e animal de compagnie le plus répandu en Amérique du Nord[réf. nécessaire] et en Europe, ce qui conduit à des avancées médicales et législatives importantes. Les formations dans les écoles vétérinaires suivent cette tendance. C'est également à cette période que l'implant hormonal fait son apparition en Europe où il est testé avec succès, évitant ainsi l'apparition de maladies surénaliennes consécutives à la stérilisation chirurgicale. Le 3 juillet 2004, le passeport européen pour animal de compagnie fait son apparition en Europe. Ce document délivré par les autorités des états-membres de l'Union européenne à travers leurs systèmes vétérinaires respectifs permet de faciliter la circulation des animaux de compagnie. Trois espèces sont concernées : le chien, le chat et le furet, plaçant ce dernier au même niveau législatif que le chien et le chat. Le 4 juillet 2011, la pose d'une puce électronique sous-cutanée est devenue la seule méthode légale d'identification d'un furet voyageant en Europe.

## Les utilisations

### Animal de chasse

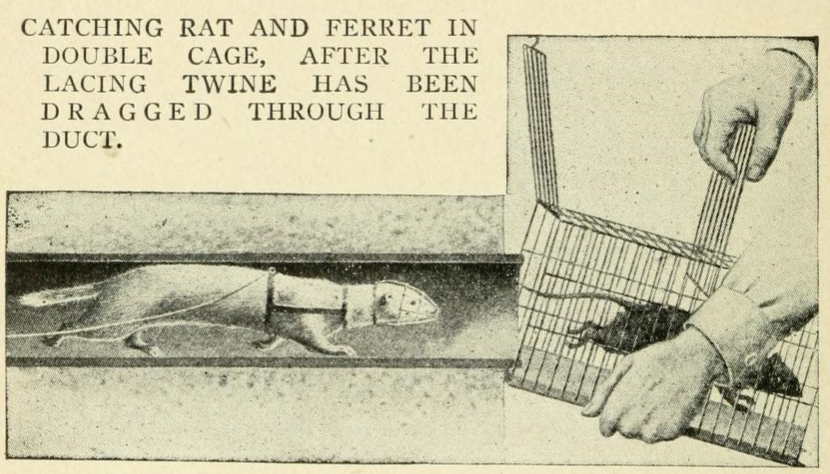
Illustration de la capture de rats vivants à l'aide d'un furet muselé, Ferret facts and fancies, 1915.

Le furetage désigne la pratique de la chasse à l'aide de furets.
Il s'agit principalement de piéger des lapins de garenne, mais aussi des rats. Le furet est utilisé par les fureteurs en raison de sa capacité à s'insinuer dans les terriers dont il fait fuir les occupants. Ceux-ci peuvent alors être capturés avec des filets préalablement posés, appelés bourses ou dans de petites cages, ou encore être tirés au fusil. Le furet est généralement introduit muselé à l'intérieur des garennes ou locaux abritant des rats. La muselière évite que le furet ne tue l'animal qu'il chasse. Les furets albinos sont plus repérables à la chasse que les putoisés qui se confondent avec la végétation.
Qui dit furetage, ne signifie pas obligatoirement la mise à mort des animaux. Certains piégeurs relâchent simplement les proies délogées dans un autre environnement.
Chaque année, de nombreux fureteurs ou associations de fureteurs travaillent pour les aéroports, pour les sociétés d'autoroutes ou gérant les infrastructures ferroviaires, divers terrains de transports ou zones industrielles afin d'en déloger des hôtes nuisibles. Ils opèrent également afin de transférer des lapins de zones où ils sont en surpopulation vers des zones où il y a un déficit.
En Suisse, la pratique du furetage est interdite. En France, elle dépend d'une législation spécifique. L'usage du furet à la chasse n'est autorisé que dans les lieux où le lapin de garenne est déclaré officiellement « nuisible » par l'arrêté préfectoral annuel, dans ce cas seulement les bourses (filets) sont autorisées.

### Animal de laboratoire
La seconde fonction domestique du furet a été son utilisation comme animal de laboratoire, depuis l'entre-deux-Guerres, initialement au Royaume-Uni. Le furet a servi de modèle pour la recherche dans plusieurs secteurs (cardiologie, neurologie, gastroentérologie, parasitologie, toxicologie-tératologie) mais c'est surtout en virologie qu'il a joué un rôle phare, en étant le modèle privilégié dans la recherche des vaccins contre les virus de la grippe,. En effet, il est un des rares mammifères avec l'Homme à éternuer quand il est grippé. Ainsi la propagation d'une épidémie et la contagiosité dans une population de furets se rapprochent de celle d'une population humaine

### Animal de compagnie

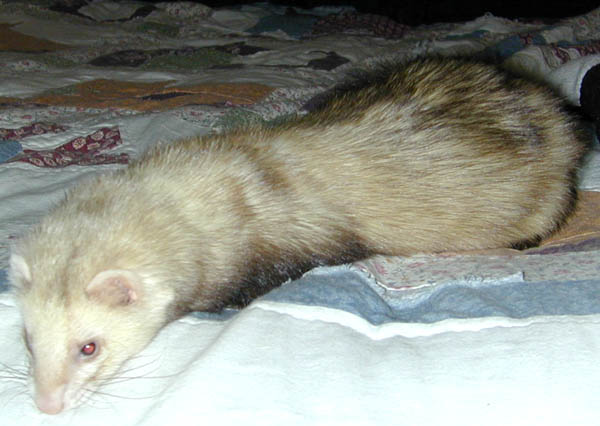
Furet de compagnie.

Bien que le furet soit un animal de compagnie depuis l'Antiquité, cette utilisation n'a véritablement progressé que depuis les années 1980, faisant naître des besoins nouveaux. En plus de son utilisation ancienne à des fins utilitaires, le furet est aujourd'hui considéré comme un nouvel animal de compagnie (NAC) par les vétérinaires. Cette catégorie regroupe tous les animaux de compagnie à l'exception du chien, du cheval et du chat, comme le sont par exemple le rat domestique, le lapin nain, la perruche à collier, l'iguane vert et le poisson combattant.

### Autres utilisations

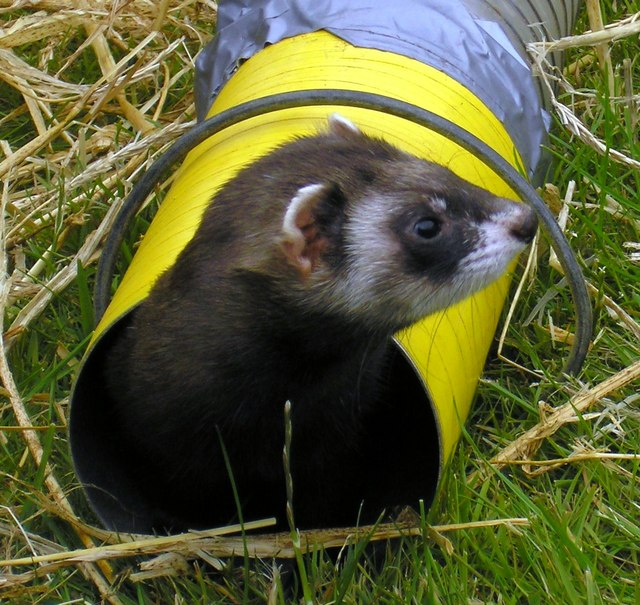
Furet de course à la sortie d'un tuyau au Royal Highland Show en Écosse.

Le furet a connu diverses autres utilisations de moindre importance exploitant son agilité ou faisant l'objet de paris.
- Le Ferret Racing, course de furet, est une discipline sportive dans laquelle plusieurs furets s'affrontent dans une épreuve de vitesse. La piste est composée de plusieurs tuyaux en plastiques de longueur égale, chaque furet emprunte un tuyau. Le furet qui arrive le plus vite à l'extrémité de son tuyau a gagné.
- Le Ferret Legging est un jeu original né parmi les mineurs de charbon du Yorkshire en Angleterre et qui existe également dans l'État de Virginie aux États-Unis ainsi que dans la province du Manitoba au Canada. Le Ferret legging est un jeu exclusivement masculin qui consiste à supporter le plus longtemps la présence de deux furets qui s'agitent dans son pantalon.
- Dans la série TV pour enfants "les aventures de Saturnin" le personnage nommé Belette était en fait un furet putoisé[76].

## Les différentes variétés
En plus des traditionnels furet albinos et furet putoisé zibeline, l'utilisation du furet comme animal de compagnie a poussé les éleveurs à développer des coloris de pelage plus variés.
Dans le cas des furets de compagnie, les éleveurs se sont surtout attachés à obtenir de nombreuses variétés de coloris et de motifs au niveau de la fourrure. Les mutations récentes n'ont que très peu concerné les aptitudes physiques du furet ce qui a encouragé le développement de fragilités héréditaires. Ainsi les furets tachés par exemple, sont sujets à divers problèmes génétiques liés à leur sélection, dont la surdité totale ou partielle quasi systématique.

### Le furet albinos
C'est la variété la plus ancienne du furet domestique, elle précède celle du furet putoisé zibeline. Comme ce dernier on lui donne parfois l’appellation de « furet rustique ».
Le génome du furet albinos est différent de celui du furet putoisé au niveau des allèles qui définissent la pigmentation. Si tous les furets naissent dépigmentés, le furet albinos conserve cette dépigmentation à l'âge adulte. Il a le poil et le sous-poil blanc, le nez rose et les yeux couleur rubis. Cette particularité génétique est récessive, ainsi un furet albinos croisé avec un furet putoisé donnera une descendance entièrement putoisée si le furet putoisé n'est pas lui-même porteur de cette caractéristique génétique.
Le furet albinos occupe une place importante dans la domestication de l'espèce. La dépigmentation est un désavantage majeur pour un animal sauvage car la couleur blanche l'expose alors à ses prédateurs. Ce risque de prédation n'existe plus chez un animal domestique. Avoir un pelage qui se confond avec son milieu naturel n'est alors plus déterminant. Au contraire, dans le cas du furet domestique, la variété albinos a même été soigneusement préservée et stabilisée pour l'usage de la chasse. L'intérêt pour les chasseurs est qu'un furet dépigmenté est beaucoup plus repérable qu'un furet qui se confond avec le milieu naturel dans lequel il chasse. L'absence de prédateurs pour le furet domestique permet au furet albinos d'avoir une espérance de vie identique à celle des furets putoisés.
Avant l'intensification de l'usage du furet comme animal de compagnie et d'agrément le furet albinos était souvent la seule variété décrite dans la définition du furet. On qualifiait alors le furet de « putois albinos domestiqué »,.

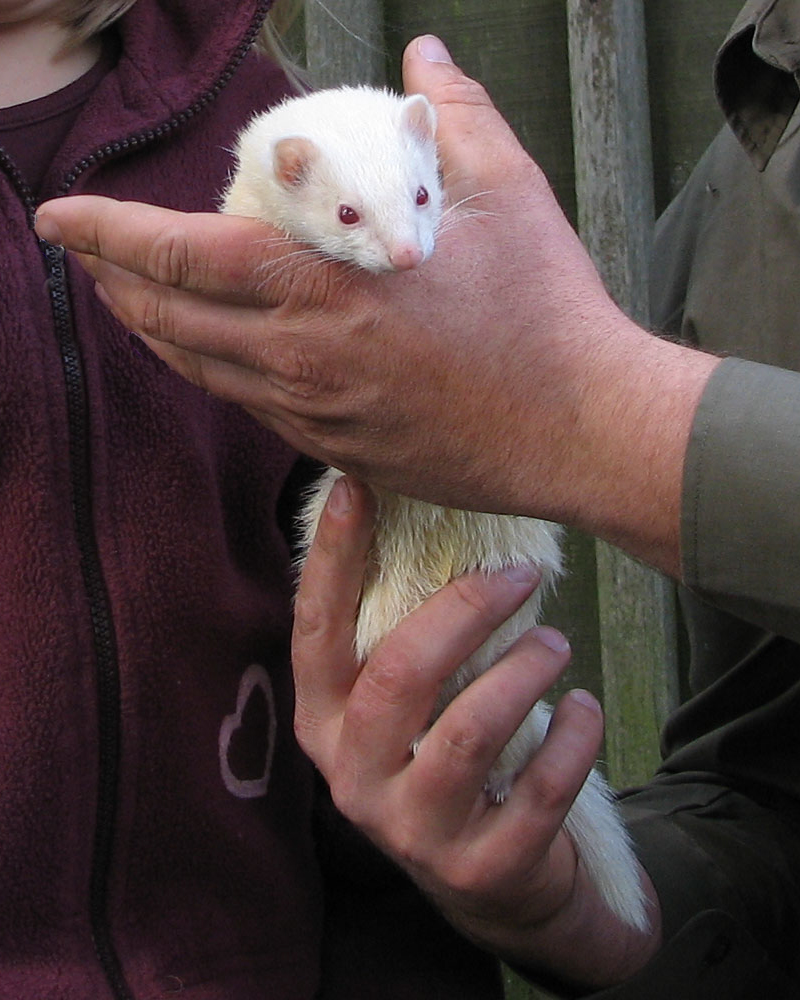
Furet albinos au pelage blanc et aux yeux couleur rubis.
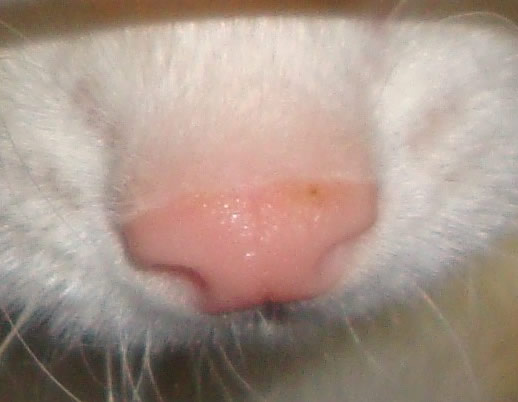
Nez rose du furet albinos.
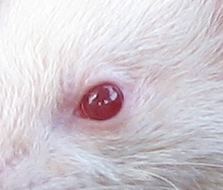
Œil rubis du furet albinos.

### Le furet putoisé zibeline
C'est le furet putoisé classique. Il ne doit pas être confondu avec la zibeline qui est un mustélidé d'une autre espèce et qui n'a aucun lien avec le furet. Le furet zibeline est la variété la plus ancienne après le furet albinos. Comme ce dernier, on lui donne parfois l’appellation de « furet rustique ». Le furet putoisé zibeline est issu de croisements anciens, couramment appelés « retrempages », entre des furets albinos domestiques et des putois sauvages. Le gène de l'albinisme étant récessif, le gène de pigmentation provenant du putois devient alors dominant. Comme pour d'autres espèces, ces « retrempages », s'ils sont volontaires, ont pour but d'augmenter la résistance et les performances physiques des animaux domestiqués depuis longtemps tout en conservant suffisamment les capacités d'éducation et de dressage propres à l'animal domestique. Pour marquer cette différence avec le furet albinos, il fut par le passé appelé furet-putois, qui deviendra par la suite furet putoisé, puis à partir de la fin du XXe siècle furet putoisé zibeline (ou uniquement furet zibeline) pour le différencier des nouvelles variétés de furet putoisé d'agrément et de compagnie. Toutes les variétés autres que le furet putoisé zibeline et le furet albinos sont issues de mutations intervenues à la fin du XXe siècle et au début du XXIe siècle.
Le furet zibeline se décline en deux variantes selon que son poil de garde est plus clair ou plus foncé :
- Le furet zibeline sable ou putoisé commun, parfois appelé par son nom anglais « sable »

C'est la variante la plus claire du furet zibeline. C'est la couleur traditionnelle du furet putoisé qui accompagnait le furet albinos à la chasse avant la progression du mustélidé comme animal de compagnie.
- Le furet zibeline noir, parfois appelé par son nom anglais « black sable » ou « black self »

C'est la variante la plus foncée du furet zibeline. Le furet zibeline noir est celui dont la couleur ressemble le plus au putois sauvage.
Qu'il soit sable ou noir, le furet zibeline a les yeux noirs, un masque bien affirmé en T, en V ou plein et un nez rose, marbré ou noir. Sa queue et se pattes sont plus foncées que le reste du corps et le sous-poils est clair.

Furet putoisé zibeline avec masque plein.
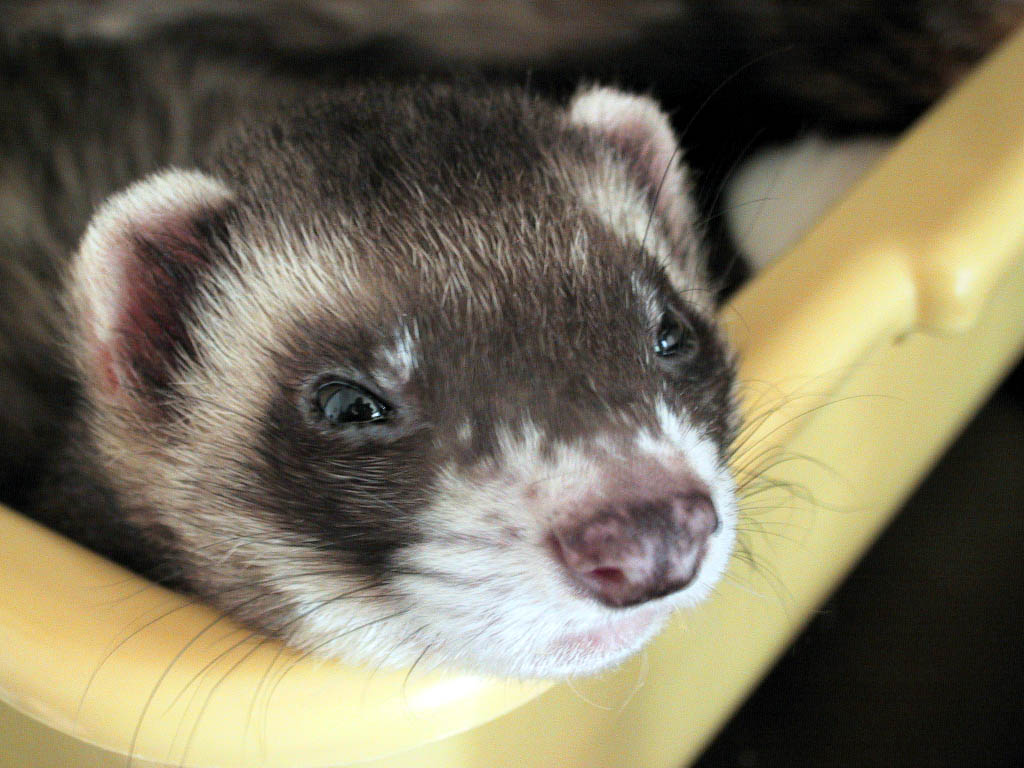
Furet putoisé zibeline avec masque en T et nez marbré.
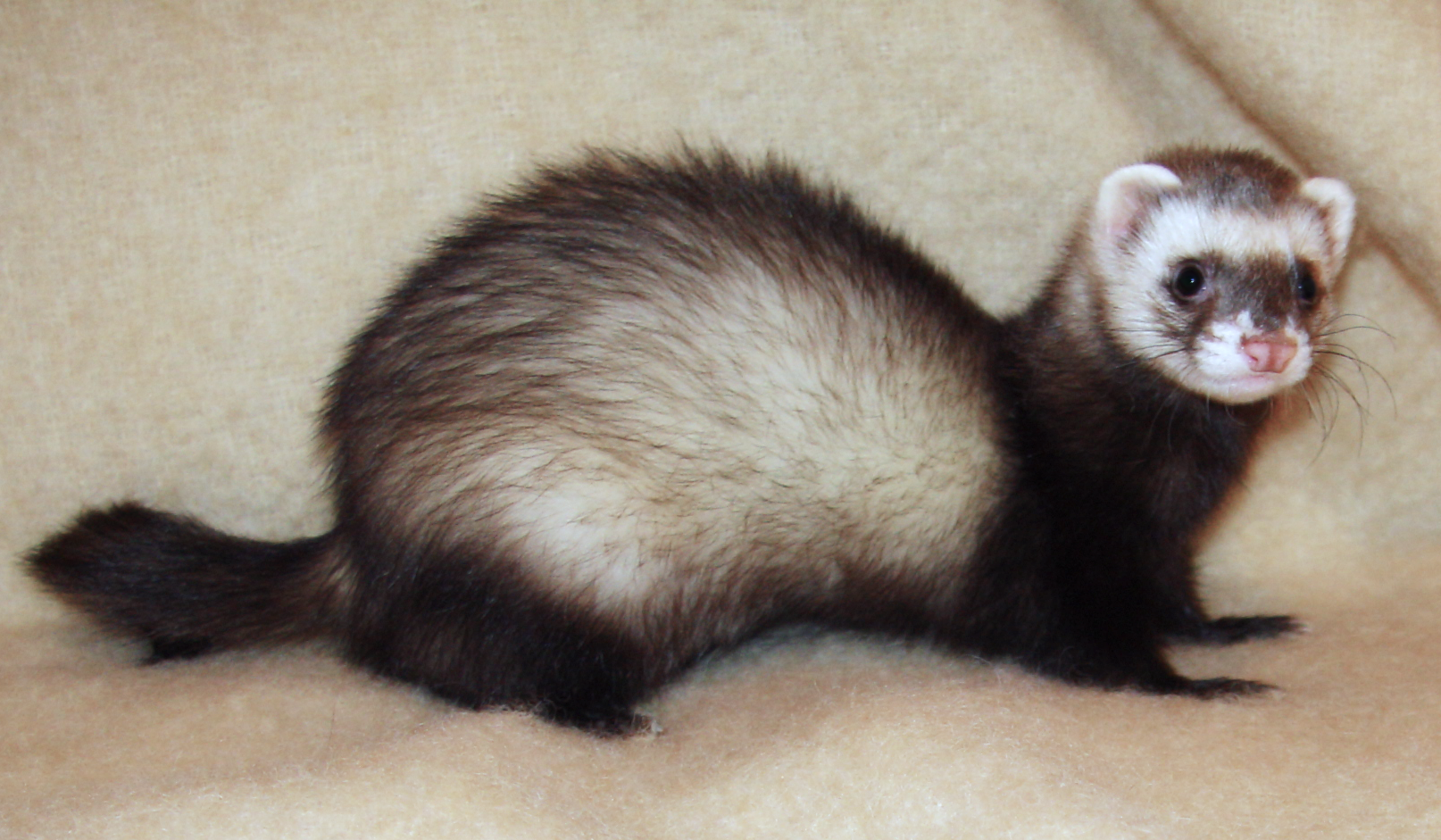
Furet putoisé zibeline avec masque plein, on distingue nettement les pattes et la queue plus foncée.

### Les mutations du furet putoisé propres au furet d'agrément et de compagnie

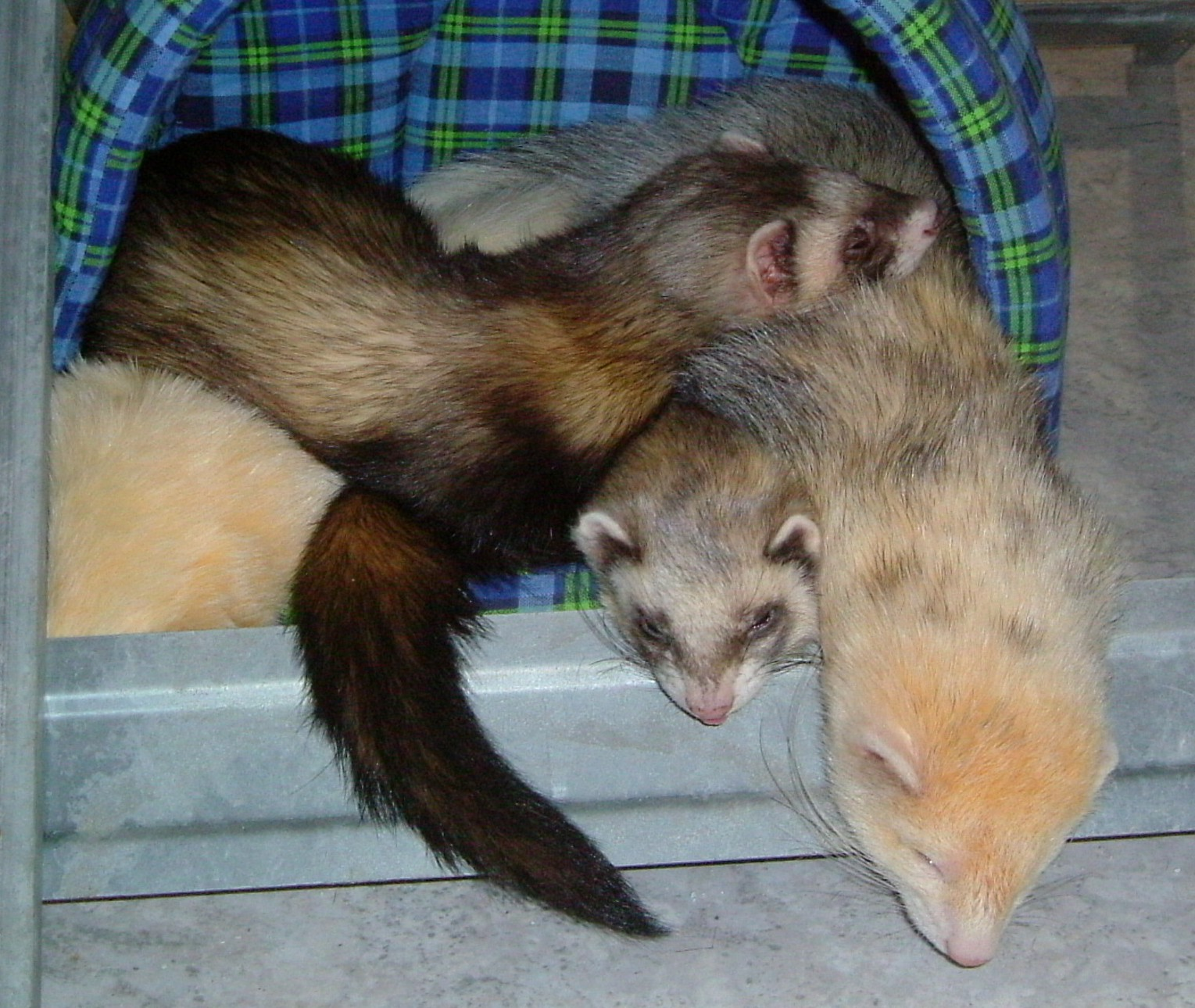
Furets de compagnie de diverses variétés.

Depuis les années 1980, le furet putoisé a la faveur du consommateur grâce aux différentes couleurs et marquages possibles obtenus par mutation. Ce changement s'explique par la prédominance du furet en tant qu'animal de compagnie par rapport à son usage traditionnel.
Les variations s'effectuent selon trois aspects, la couleur, le modèle et les marquages.
- Le furet champagne
- Le furet cannelle, parfois appelé par son nom anglais « Cinnamon »
- Le furet chocolat, parfois appelé par son nom anglais « Chocolate »
- Le furet noir ou furet noir allemand, parfois appelé par son nom anglais « True Black »

La robe du furet noir s'inspire de celle du vison. Le furet noir a les yeux noirs, le nez noir et le poil de garde entièrement noir avec uniquement le bout du museau blanc ou plus clair. Certains furets noirs n'ont pas le bout du museau plus clair et sont entièrement noirs. Le furet noir n'a pas de masque.
- Le furet noir rouan, parfois appelé par son nom anglais « Silver »

Il correspond à un furet noir de type rouan ce qui lui donne une teinte grise. Ses yeux sont noirs.

#### Les marquages
En plus des couleurs décrites précédemment le furet peut présenter différents marquages blancs :
- Le furet à pieds blancs, parfois appelé par son nom anglais « Mitts »
- Le furet flammé, parfois appelé par son nom anglais « Blaze »
- Le furet panda

Ces marquages s'ajoutant aux couleurs du pelage on parlera ainsi de furet noir panda ou de furet flammé chocolat.
Ces marquages sont issus de mutations récentes et on remarque un taux important de malformations chez ces furets. Le cas le plus répandu est celui des furets flammés et des furets panda qui présentent un très fort taux de syndrome de Waardenburg et de surdité congénitale.

### Les furets de type angora
Les furets de type angora sont des furets à poils longs issus d'une mutation obtenue au sein d'un élevage suédois. Ils présentent quelques caractéristiques particulières, ils ont le plus souvent des narines bifides et les femelles sont incapables d'allaiter leurs petits. Le type angora est la seule mutation spécifique aux furets de compagnie qui touche aussi bien les différentes variantes du furet putoisé que le furet albinos.

### Les croisements entre furets et putois
À l'image du chien-loup de Saarloos et du chien-loup tchécoslovaque chez le chien ou encore du Savannah et du Bengal chez le chat, il existe également des croisements entre le furet domestique et son ancêtre sauvage, le putois. C'est cette possibilité de croisement qui a été utilisée pour permettre le retour à l'état sauvage des furets harets croisés de Nouvelle-Zélande.

## Aspects légaux

### Statut juridique du furet
En Europe, comme tous les carnivores domestiques de compagnie, le furet doit posséder un passeport européen pour voyager et pour cela être vacciné, examiné et identifié.
En Suisse, le furet est toujours considéré comme un animal sauvage et sa possession nécessite une autorisation délivrée par le vétérinaire cantonal après contrôle du respect des prescriptions légales. Pour deux furets la cage doit avoir une surface au sol d'au moins 4 m2, avec une hauteur d'au moins 60 cm entre chaque niveau. De plus, pour chaque furet supplémentaire la cage doit avoir au moins 0,5 m2 en plus. La cage doit être faite de certains matériaux et comporter des éléments indispensables comme des jeux, une gamelle d'eau et une de croquettes ainsi que des lieux de repos. La luminosité ambiante dans la pièce doit être au maximum de 100 lux. Si l'office vétérinaire fédéral propose des informations relatives à la détention d'un furet, les furets en provenance des pays de l'Union européenne n'ayant pas vocation à être importés définitivement en Suisse sont considérés comme animaux domestiques et sont exemptés de formalités autre que la vaccination antirabique et la possession d'un passeport européen pour animal de compagnie.
Au Portugal le furet est considéré comme un animal sauvage et sa détention est donc interdite.
En France, le furet est mentionné dans la Liste des animaux domestiques selon la législation française et l'identification n'est obligatoire que dans les départements officiellement déclarés infectés de rage.
Pour rentrer sur le territoire français, les jeunes furets doivent avoir plus de 3 mois et être vaccinés contre la rage. Les furets plus âgés doivent remplir des conditions strictes, surtout s'ils sont importés d'un pays situé hors de l'Union européenne.
En Belgique, le furet n'est pas obligé de posséder un passeport, si ce n'est le passeport européen pour sortir du territoire. Il est considéré comme un animal de compagnie à part entière et fait partie de la liste nationale reprenant les 42 mammifères dont la détention est autorisée.
La possession d'un furet est interdite dans certains états. En Australie, dans le Queensland, pour préserver la faune locale et éviter qu'il ne devienne une espèce invasive. Les furets sont aussi interdits en Nouvelle-Zélande pour des raisons prophylactiques et pour marquer la volonté politique d'éradiquer le furet féral en tant que « unwanted organism », aux États-Unis, par exemple à New York où la raison invoquée est la tendance de l'animal à passer chez les voisins et à mordre, ainsi que dans d'autres pays du monde.

### Pose d'une puce d'identification
L'identification du furet est obligatoire pour se rendre dans certains pays, notamment dans les pays de l'Union européenne. L'identification par tatouage n'est plus valable depuis le 4 juillet 2011. La pose d'une puce électronique est donc seul moyen de valider un passeport européen et les attestations de vaccins y figurant. Si le furet demeure constamment sur le territoire français, son identification, par implantation d'une puce électronique sous-cutanée n'est légalement obligatoire que dans les départements officiellement déclarés infectés par la rage. Elle est toutefois fortement conseillée, car en cas de perte du furet elle permet d'identifier l'animal et de contacter son propriétaire.

### Vaccination obligatoire
Pour circuler à l'intérieur de l'Union européenne, tout furet âgé de plus de 3 mois doit être vacciné contre la rage. Cette vaccination devra figurer dans son Passeport Européen Pour Animal de Compagnie. En France, le furet qui ne se rend pas à l'étranger et qui reste cantonné aux départements déclarés exempts de la rage n'est pas soumis à une vaccination obligatoire, la vaccination antirabique n'étant légalement obligatoire que dans les départements officiellement déclarés infectés par la rage.

### Sanctions en cas de mauvais traitement
En France, la loi réprime sévèrement les actes de cruauté envers les animaux domestiques dont fait partie le furet et considère l'abandon de la même manière afin de favoriser le dépôt de l'animal dans un refuge. L'article 521-1 du code pénal français dispose en effet que :

« Le fait, publiquement ou non, d'exercer des sévices graves, ou de nature sexuelle, ou de commettre un acte de cruauté envers un animal domestique, ou apprivoisé, ou tenu en captivité, est puni de deux ans d'emprisonnement et de 30 000 euros d'amende. [...] Est également puni des mêmes peines l'abandon d'un animal domestique, apprivoisé ou tenu en captivité, à l'exception des animaux destinés au repeuplement. »

### Droit des locataires détenteurs de furet
En France, le furet a le statut d'animal domestique qui lui est garanti par l'arrêté du 11 août 2006, émanant du ministère de l'écologie et du développement durable. Ce statut le place sous l'alinéa 1 de l'article 10 de la loi no 70-598 du 9 juillet 1970 modifiant et complétant la loi du 1er septembre 1948 portant modification et codification de la législation relative aux rapports des bailleurs et locataires ou occupants de locaux d'habitation ou à usage professionnel disposant que :

« Est réputée non écrite toute stipulation tendant à interdire la détention d'un animal dans un local d'habitation dans la mesure où elle concerne un animal familier. Cette détention est toutefois subordonnée au fait que ledit animal ne cause aucun dégât à l'immeuble ni aucun trouble de jouissance aux occupants de celui-ci.
Est licite la stipulation tendant à interdire la détention d'un chien appartenant à la première catégorie mentionnée à l'article L. 211-12 du code rural et de la pêche maritime. »

Aucun propriétaire ne peut donc interdire à son locataire la présence de furets dans le bien loué tant que ce dernier ne cause aucun dégât au bien loué et ne porte pas atteinte aux autres locataires, il en est de même pour les logements de fonction.

### Espace vital du furet
En Suisse le furet est considéré à l'égal d'un animal sauvage. Il doit être l'objet d'une déclaration aux services vétérinaires et d'une demande d'autorisation. Depuis septembre 2008, la loi exige une surface minimum de 4 m2 au sol pour un couple de furets, pour un volume minimal de 2,4 m3, et 0,50 m2 par furet supplémentaire. La hauteur de son habitat doit être d'au moins 0,60 m, idéalement avec plusieurs étages. Pour un élevage confiné ou en extérieur, l'enclos fera 15 m2 minimum au sol pour 2 furets, avec 1 m2 supplémentaire par furet.

## Élevage du furet

### Réseau d'approvisionnement
- Les élevages professionnels

Ils élèvent les furets de manière professionnelle et ne sont pas limités dans leur capacité de production comme le sont les éleveurs amateurs. Ce type d’élevage va de petites structures professionnelles courantes en Europe aux grandes fermes d'élevage intensif nord-américaines. Dans les élevages professionnels européens les furets sont le plus souvent vendus vaccinés et munis d'une puce électronique. Les furets qui proviennent des fermes d'élevage intensif sont eux vendus stérilisés et souvent après une ablation des glandes anales dans le cas des fermes d'élevage intensif nord-américaines.
- Les élevages amateurs

Il s'agit le plus souvent de particuliers ou de chasseurs qui font de la reproduction occasionnelle ou régulière avec leurs furets de chasse ou de compagnie. Avant l'utilisation des implants et la stérilisation, la reproduction était le seul moyen pour éviter la mort de la furette. Courants en Europe, la reproduction par des particuliers est plus rare en Amérique du Nord où la plupart des furets sont vendus stérilisés.
- Les propriétaires de furets

Comme pour tout autre animal de compagnie, les propriétaires de furets sont parfois contraints de se séparer de leur animal pour diverses raisons personnelles. Le furet est alors adopté par de nouveaux propriétaires en utilisant des moyens directs comme l'appel aux proches ou au voisinage, des sites internet d'annonce ou d'autres supports similaires. Le transfert se fait de particulier à particulier et nécessite la mise à jour de la puce électronique par un vétérinaire si l'animal est pucé.
- Les refuges

Les refuges permettent d'adopter des furets abandonnés par leurs anciens propriétaires. Ils récupèrent des furets que des particuliers leur apportent, des furets errants ou non réclamés. Des structures spécifiques sont créées dans de nombreux pays afin d'alléger les refuges classiques davantage adaptées aux chiens et aux chats. Les associations mettent généralement les furets à adopter une fois qu'ils sont remis sur pied aussi bien d'un point de vue de sa santé que de son comportement. Cette « remise sur pied » permet de favoriser son intégration chez ses futurs propriétaires et ainsi d'améliorer l’efficacité de la procédure d'adoption. Dans les refuges on trouve des furets de tous âges, du fureton au furet senior. L'adoption d'un adulte déjà éduqué permet à un primo-adoptant d'éviter certaines erreurs d'éducation.
- Les animaleries

Les animaleries sont des revendeurs d'animaux qui proposent des furets dans leur offre. La plupart des furets d'animalerie proviennent de fermes d'élevage, souvent intensif, avec un taux de consanguinité important et sont stérilisés précocement.

### Furet européen
Le furet est élevé de manière continue en Europe depuis des millénaires. Ce point permet une structure d'élevage plus diversifiée ainsi beaucoup de particuliers, de chasseurs ou de petits élevages professionnels font de la reproduction. En Europe, le furet est à l'origine un animal essentiellement destiné à la chasse, son utilisation comme animal de compagnie a toujours existé mais n'a vraiment pris son essor qu'à partir des années 1970-1980. En Europe les furets ne subissent pas d'ablation des glandes anales, l'opération étant interdite par la Convention Européenne pour la Protection des Animaux de Compagnie et expose à des poursuites pénales. Les furets qui sont stérilisés chirurgicalement le sont plus tardivement et de plus en plus l'implant hormonal remplace la stérilisation chirurgicale chez le mâle comme chez la femelle réduisant ainsi considérablement le problème des maladies surrénales.

### Furet américain
« Furet américain » est une appellation commerciale désignant, en Europe, un furet qui a subi avant la vente, en bas âge, une ablation des glandes anales (appelé improprement désodorisation) et une stérilisation chirurgicale. Ils sont issus généralement d'élevages intensifs et sont reconnaissables à leurs marquages sur l'oreille droite. Ces animaux, sélectionnés pour l'originalité de leur pelage coloré et opérés très jeunes, ont la réputation d'être plus fragiles,,,.

L'ablation des glandes anales étant interdite en Europe, l'importation de furets américains permet aux revendeurs de proposer des furets accompagnés de l’appellation commerciale « désodorisés ». L'ablation des glandes anales n'a pourtant aucun lien avec l'odeur corporelle du furet, les glandes anales n'ayant d'utilité pour le furet qu'en cas de frayeur ou de douleur importante.
Les furets américains vivent moins longtemps et développent plus de cancers que les furets européens.
On ne doit pas les confondre, par anglicisme, avec le Furet à pieds noirs (Mustela nigripes), en anglais black footed ferret, une espèce américaine sauvage, protégée et interdite à la vente. Cette espèce existait également au Canada sous le nom vernaculaire de Putois américain.

#### Bases taxinomiques
- (en) Animal Diversity Web : Mustela putorius furo
- (en) BioLib : Mustela putorius f. furo Linnaeus, 1758
- (en) GISD : espèce Mustela furo L., 1758 (Clapperton, 2001)
- (en) NCBI : Mustela putorius furo (taxons inclus)
- (fr + en) CITES : espèce Mustela putorius ssp. furo (Rempe, 1970))  (+ répartition) (sur le site de l’UNEP-WCMC)

#### Autres liens externes
- Les furets : Mustélidés sur le site d'un vétérinaire (certaines images médicales peuvent choquer)
- Furets dans l'histoire
- FAQ sur le furet traduction intégrale de ce site.